# Золотой бурильщик
Золотой бурильщик (англ. Golden Driller) — статуя нефтяника высотой 76 футов (23 м) и весом 43 500 фунтов (19 700 кг), расположенная перед выставочным центром в Талсе, штат Оклахома. Конструкция представляет собой стальной каркас, покрытый бетоном и гипсом. Седьмая по высоте статуя в Соединённых Штатах.

## Описание
Правая рука статуи покоится на нефтяной вышке, которая была перенесена с истощённого нефтяного месторождения в Семиноле. Размер ремня статуи — 48 футов в обхвате, размер обуви — 393DDD, размер каски — 112-й. Первоначально на его ремне было написано «MID-CONTINENT», но в 1979 году пряжка была заменена на нынешнюю с надписью «TULSA». Надпись у основания статуи гласит: «Золотой бурильщик, символ Международной нефтяной выставки. Посвящается работникам нефтяной промышленности, которые благодаря своему видению и смелости создали из Божьего изобилия лучшую жизнь для человечества».

## История
Первоначальная версия Золотого бурильщика была изготовлена в 1952 году компанией Mid-Continent Supply Company из Форт-Уэрта в качестве временного экспоната Международной нефтяной выставки. Шесть лет спустя для выставки 1959 года была установлена ещё одна версия. Благодаря тому, что статуя привлекла к себе всеобщее внимание, компания передала её в дар Доверительному управлению ярмарок округа Талса, которое в 1966 году изменило её дизайн и установило на постоянной основе перед выставочным центром Талсы.
В 1979 году легислатура Оклахомы утвердила статус Золотого бурильщика как памятника штата. В октябре 2006 года в рамках рекламного онлайн-конкурса, организованного компанией Kimberly-Clark, Золотой бурильщик занял первое место в десятке «самых необычных мест» в Америке. 20 мая 2020 года, в рамках заявки Талсы на строительство Гигафабрики 5 компанией Tesla, оригинальная пряжка с надписью «TULSA» была заменена на «TESLA», чтобы создать карикатуру на Илона Маска.